# Węzeł prosty

Węzeł prosty

Węzeł prosty, nazywany również płaskim (obie te nazwy używane są również dla innego węzła, zob. węzeł płaski) - węzeł stosowany w żeglarstwie do łączenia dwóch, niezbyt obciążonych lin o zbliżonych średnicach. Węzła prostego nie należy stosować przy dużych obciążeniach, ponieważ zaciśnięty jest trudny do rozwiązania, może też ulec samoistnemu rozwiązaniu, gdy połączone liny mają śliski oplot i słabą węzłowatość. Podczas wiązania węzła prostego łatwo jest popełnić błąd, który skutkuje powstaniem tzw. węzła babskiego. Bardzo podobnie wygląda również węzeł złodziejski.
W kulturze anglosaskiej używany jest do refowania i nosi nazwę reef knot, odmiennie od stosowanego w Polsce węzła refowego.